# 巴士爾 (阿拉巴馬州)
巴士爾（英語：Bashi）是一個位於美國阿拉巴馬州克拉克縣的非建制地區。該地的面積和人口皆未知。

## 地理
巴士爾的座標為31°58′17″N 87°51′41″W / 31.97126°N 87.86140°W，而該地最高點為海拔高度53米（即174英尺）。